# Università di medicina e farmacia Carol Davila
L'Università di medicina e farmacia Carol Davila di Bucarest (in romeno Universitatea de Medicină și Farmacie „Carol Davila” din București) è un istituto di istruzione superiore statale di Bucarest, in Romania. Il quartier generale dell'istituzione, presso il palazzo della facoltà di medicina, si trova sul bulevardul Eroilor Sanitari. L'ente è dedicato al medico Carol Davila, il quale contribuì all'organizzazione dell'educazione medica in Romania.
Il centro di ricerca antropologica medica dell'università è stato edificato su progetto dell'architetta Virginia Andreescu Haret nel 1927.

## Struttura
L'università è organizzata nelle seguenti facoltà:
- Farmacia
- Medicina
- Odontoiatria
- Ostetricia e infermieristica